# نوترکیبی هم‌ساخت

در طول میوز، نوترکیبی همولوگ می‌تواند ترکیب‌های جدیدی از ژن‌ها را ایجاد کند، همان‌طور که در اینجا بین نسخه‌های مشابه اما نه یکسان کروموزوم ۱ انسانی نشان داده شده‌است.

نوترکیبی هم‌ساخت یا نوترکیبی همولوگ (به انگلیسی: Homologous recombination) نوعی از نوترکیبی ژنتیکی است که در آن اطلاعات ژنتیکی بین دو مولکول مشابه یا یکسان اسیدهای نوکلئیک دو رشته‌ای یا تک‌رشته‌ای (معمولاً دی‌ان‌ای مانند جانداران سلولی اما ممکن است در ویروس‌ها آران‌ای نیز باشد) رد و بدل می‌شود.
نوترکیبی هم‌ساخت به‌طور گسترده توسط سلول‌ها برای بازسازی دقیق شکست‌های زیان‌بار DNA که در هر دو رشته DNA رخ می‌دهد، به نام شکست‌های دورشته‌ای (DSB) در فرآیندی به نام بازسازی نوترکیبی هم‌ساخت (HRR) به کار می‌رود.
نوترکیبی هم‌ساخت همچنین ترکیب‌های جدیدی از توالی‌های DNA را در طول میوز تولید می‌کند، فرآیندی که در آن یوکاریوت‌ها سلول‌های گامت را مانند سلول‌های اسپرم و تخمک در جانوران می‌سازند. این ترکیب‌های جدید DNA نشان‌دهنده تنوع ژنتیکی در فرزندان است که به نوبه خود توانایی جمعیت در طول دورهٔ فرگشت سازگار را بالا می‌برد.

نمودار دامنه‌های پروتئینی در پروتئین‌های مرتبط با نوترکیبی هم‌ساخت در سه گروه اصلی حیاتی: باستانی‌ها، باکتری‌ها و یوکاریوت‌ها

از نوترکیبی هم‌ساخت در انتقال افقی ژن برای تبادل مواد ژنتیکی بین سویه‌ها و گونه‌های مختلف باکتری و ویروس بهره‌گیری می‌شود. انتقال افقی ژن سازوکار آغازین برای گسترش مقاومت آنتی‌بیوتیکی در باکتری‌ها است.

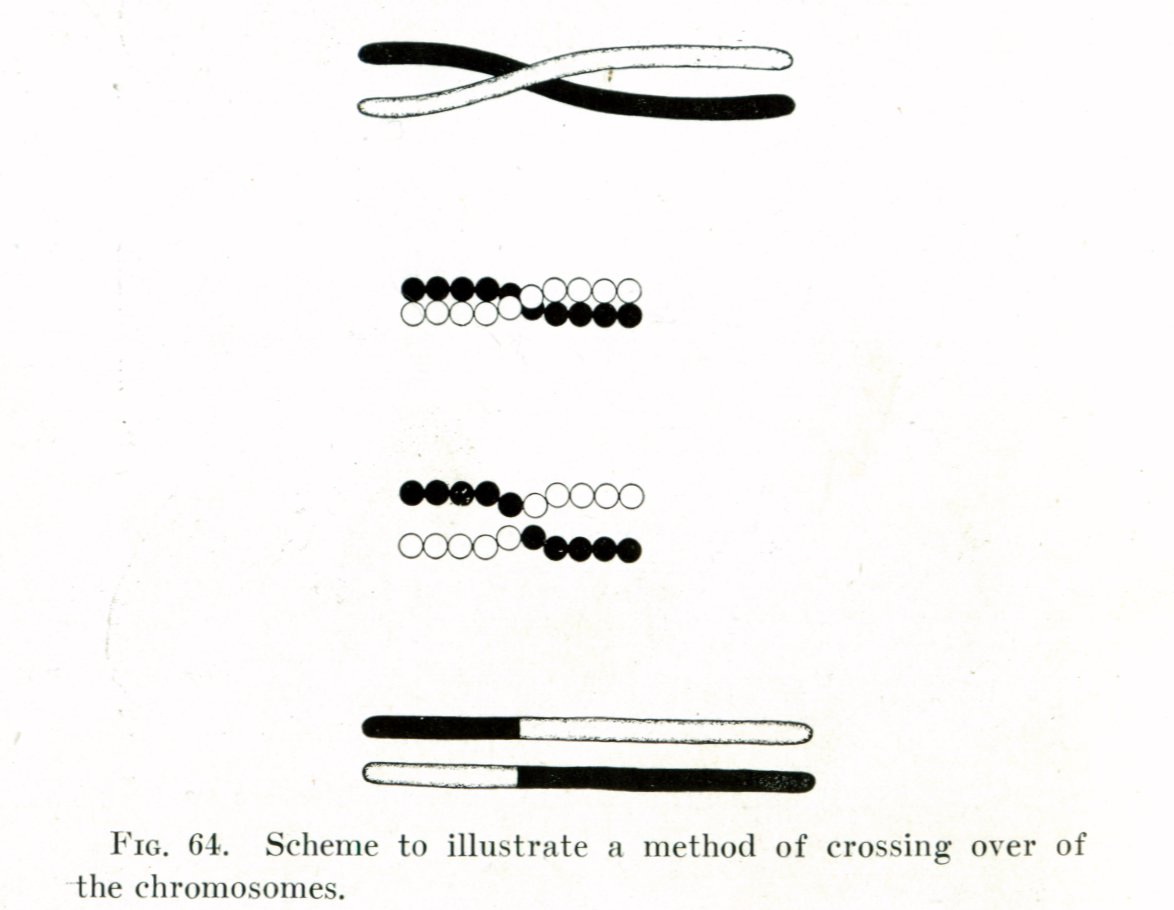
نگاره اولیه کراسینگ‌اور از توماس هانت مورگان